# Attraction (film, 2008)
Pour les articles homonymes, voir Attraction.
Pour plus de détails, voir Fiche technique et Distribution.
Attraction ou Le contrat humain au Québec (The Human Contrat) est un film américain réalisé par Jada Pinkett Smith, sorti en 2008.

## Fiche technique
- Titre original : The Human Contrat
- Titre français : Attraction
- Réalisation : Jada Pinkett Smith
- Scénario : Jada Pinkett Smith
- Musique : The Graves Brothers et Anthony Marinelli
- Pays d'origine : États-Unis
- Format : Couleurs - 1,85:1
- Genre : drame
- Durée : 103 minutes
- Date de sortie : 2008

## Distribution
- Jason Clarke (VQ : François Trudel) : Julian Wright
- Paz Vega (VQ : Nathalie Coupal) : Michael
- Idris Elba (VQ : Patrick Chouinard) : Larry
- Thomas Joseph Thyne : Greg
- Joanna Cassidy (VQ : Élizabeth Lesieur) : Rose
- Steven Brand : Boyd
- Jada Pinkett Smith (VQ : Camille Cyr-Desmarais) : Rita
- Ted Danson (VQ : Jean-Luc Montminy) : E.J Winters
- Anne Ramsay (VQ : Isabelle Miquelon) : Cheryl
- William Abadie : Joseph
- Titus Welliver (VQ : Daniel Picard) : Mr Praylis
- Tessa Thompson : la serveuse

 Source : version québécoise (VQ) sur Doublage.qc.ca